# Васелга
Ва́селга (рос. Васелга) — присілок у складі Білокатайського району Башкортостану, Росія. Входить до складу Майгазинської сільської ради.
Населення — 178 осіб (2010; 285 в 2002).
Національний склад:
- башкири — 43 %
- росіяни — 37 %